# Eycheil
Eycheil, en occitan Eishelh, est une commune française située dans l'ouest du département de l'Ariège, en région Occitanie. Sur le plan historique et culturel, la commune fait partie du Couserans, pays aux racines gasconnes structuré par le cours du Salat.
Exposée à un climat océanique altéré, elle est drainée par le Salat et par deux autres cours d'eau. Incluse dans le parc naturel régional des Pyrénées ariégeoises, la commune possède un patrimoine naturel remarquable : un site Natura 2000 (« Garonne, Ariège, Hers, Salat, Pique et Neste »), un espace protégé (les « falaises de Sourroque ») et trois zones naturelles d'intérêt écologique, faunistique et floristique.
Eycheil est une commune urbaine qui compte 530 habitants en 2022. Elle appartient à l'unité urbaine de Saint-Girons et fait partie de l'aire d'attraction de Saint-Girons. Ses habitants sont appelés les Eychailais ou Eychailaises.
Le patrimoine architectural de la commune comprend un immeuble protégé au titre des monuments historiques : la chapelle Saint-Jean, inscrite en 1964.

## Géographie

### Localisation
1. Carte dynamique
2. Carte Openstreetmap
3. Carte topographique
4. Carte avec les communes environnantes

La commune d'Eycheil se trouve dans le département de l'Ariège, en région Occitanie.
Elle se situe à 36 km à vol d'oiseau de Foix, préfecture du département, et à 2 km de Saint-Girons, sous-préfecture.
Les communes les plus proches sont : 
Encourtiech (1,9 km), Saint-Girons (2,3 km), Lacourt (2,7 km), Montjoie-en-Couserans (3,7 km), Saint-Lizier (4,2 km), Erp (4,3 km), Rivèrenert (5,5 km), Lorp-Sentaraille (5,7 km).
Sur le plan historique et culturel, Eycheil fait partie du Couserans, pays aux racines gasconnes structuré par le cours du Salat (affluent de la Garonne), que rien ne prédisposait à rejoindre les anciennes dépendances du comté de Foix.
Eycheil est limitrophe de quatre autres communes.
Les communes limitrophes sont  Alos, Encourtiech, Lacourt, Moulis et Saint-Girons.
| Saint-Girons |         | Encourtiech |
|              | Eycheil |             |
| Moulis       |         | Lacourt     |

### Géologie et relief
La commune est située dans les Pyrénées, une chaîne montagneuse jeune, érigée durant l'ère tertiaire (il y a 40 millions d'années environ), en même temps que les Alpes, certaines parties étant recouvertes par des formations superficielles. Les terrains affleurants sur le territoire communal sont constitués de roches sédimentaires datant pour certaines du Mésozoïque, anciennement appelé Ère secondaire, qui s'étend de −252,2 à −66,0 Ma, et pour d'autres du Paléozoïque, une ère géologique qui s'étend de −541 à −252,2 Ma. La structure détaillée des couches affleurantes est décrite dans la feuille « n°1074 - Saint-Girons » de la carte géologique harmonisée au 1/50 000ème du département de l'Ariège, et sa notice associée.
La superficie cadastrale de la commune publiée par l’Insee, qui sert de références dans toutes les statistiques, est de 4,77 km2,. La superficie géographique, issue de la BD Topo, composante du Référentiel à grande échelle produit par l'IGN, est quant à elle de 4,91 km2. Son relief est particulièrement escarpé puisque la dénivelée maximale atteint 838 mètres. L'altitude du territoire varie entre 402 m et 1 240 m.

### Hydrographie

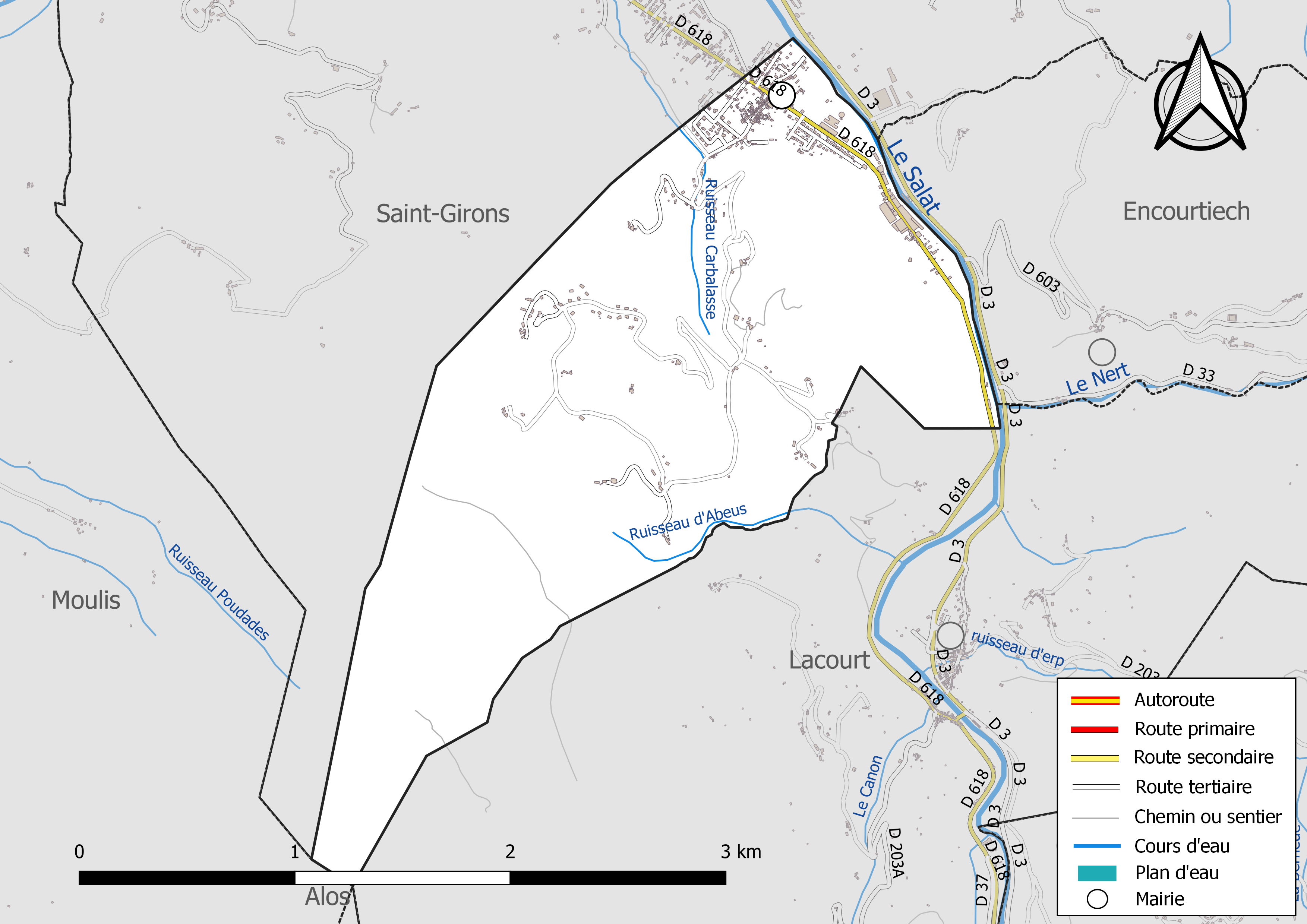
Réseaux hydrographique et routier d'Eycheil.

La commune est dans le bassin versant de la Garonne, au sein du bassin hydrographique Adour-Garonne. Elle est drainée par le Salat, le ruisseau Carbalasse et le ruisseau d'Abeus, constituant un réseau hydrographique de 2 km de longueur totale,.
Le Salat, d'une longueur totale de 74,1 km, prend sa source dans la commune de Couflens et s'écoule du sud vers le nord. Il traverse la commune et se jette dans la Garonne à Boussens, après avoir traversé 27 communes.

### Climat
Pour des articles plus généraux, voir Climat de l'Occitanie et Climat de l'Ariège.
En 2010, le climat de la commune est de type climat océanique altéré, selon une étude s'appuyant sur une série de données couvrant la période 1971-2000. En 2020, Météo-France publie une typologie des climats de la France métropolitaine dans laquelle la commune est exposée à un climat de montagne et est dans la région climatique Pyrénées centrales, caractérisée par une pluviométrie annuelle de 1 000 à 1 200 mm.
Pour la période 1971-2000, la température annuelle moyenne est de 12 °C, avec une amplitude thermique annuelle de 14,9 °C. Le cumul annuel moyen de précipitations est de 987 mm, avec 10,1 jours de précipitations en janvier et 7,1 jours en juillet. Pour la période 1991-2020, la température moyenne annuelle observée sur la station météorologique la plus proche, située sur la commune de Lorp-Sentaraille à 6 km à vol d'oiseau, est de 12,5 °C et le cumul annuel moyen de précipitations est de 973,2 mm,. Pour l'avenir, les paramètres climatiques de la commune estimés pour 2050 selon différents scénarios d'émission de gaz à effet de serre sont consultables sur un site dédié publié par Météo-France en novembre 2022.

### Milieux naturels et biodiversité

#### Espaces protégés
La protection réglementaire est le mode d’intervention le plus fort pour préserver des espaces naturels remarquables et leur biodiversité associée,.
La commune fait partie du parc naturel régional des Pyrénées ariégeoises, créé en 2009 et d'une superficie de 245 973 ha, qui s'étend sur 138 communes du département. Ce territoire unit les plus hauts sommets aux frontières de l’Andorre et de l’Espagne (la Pique d'Estats, le mont Valier, etc) et les plus hautes vallées des avants-monts, jusqu’aux plissements du Plantaurel.
Un  autre espace protégé est présent sur la commune : 
les « falaises de Sourroque », objet d'un arrêté de protection de biotope, d'une superficie de 85,5 ha.

#### Réseau Natura 2000

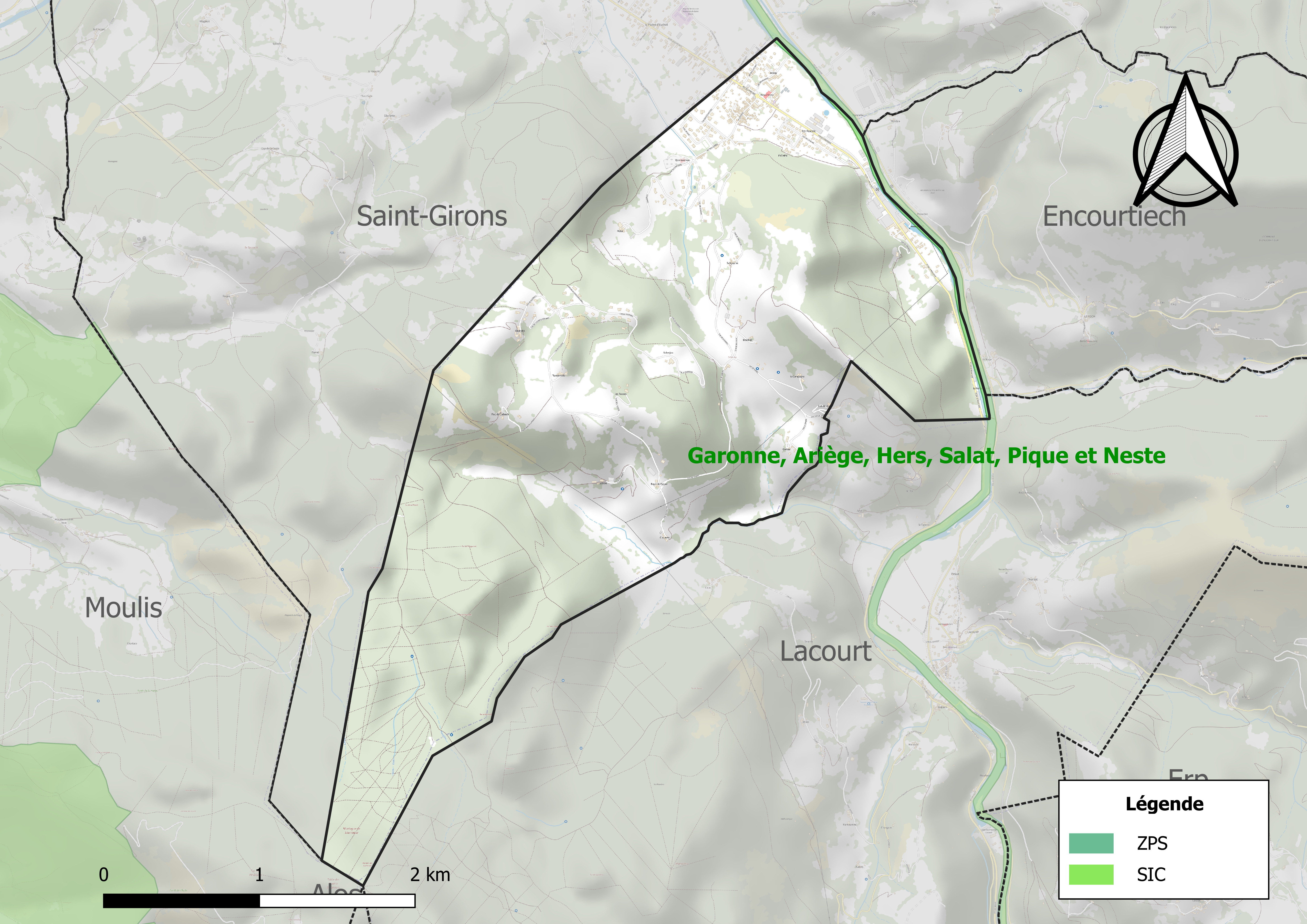
Site Natura 2000 sur le territoire communal.

Le réseau Natura 2000 est un réseau écologique européen de sites naturels d'intérêt écologique élaboré à partir des directives habitats et oiseaux, constitué de zones spéciales de conservation (ZSC) et de zones de protection spéciale (ZPS).
Un site Natura 2000 a été défini sur la commune au titre de la directive habitats : « Garonne, Ariège, Hers, Salat, Pique et Neste », d'une superficie de 9 581 ha, un réseau hydrographique pour les poissons migrateurs, avec des zones de frayères actives et potentielles importantes pour le Saumon en particulier qui fait l'objet d'alevinages réguliers et dont des adultes atteignent déjà Foix sur l'Ariège.

#### Zones naturelles d'intérêt écologique, faunistique et floristique
L’inventaire des zones naturelles d'intérêt écologique, faunistique et floristique (ZNIEFF) a pour objectif de réaliser une couverture des zones les plus intéressantes sur le plan écologique, essentiellement dans la perspective d’améliorer la connaissance du patrimoine naturel national et de fournir aux différents décideurs un outil d’aide à la prise en compte de l’environnement dans l’aménagement du territoire.
Deux ZNIEFF de type 1 sont recensées sur la commune :
« le Salat et le Lens » (712 ha), couvrant 32 communes dont 21 dans l'Ariège et 11 dans la Haute-Garonne, et 
le « massif du Bouireix et montagnes de Sourroque » (13 572 ha), couvrant 14 communes du département
et une ZNIEFF de type 2, : 
les « massifs du mont Valier, du Bouirex et montagnes de Sourroque » (32 357 ha), couvrant 18 communes du département.

Carte des ZNIEFF de type 1 et 2 à Eycheil.
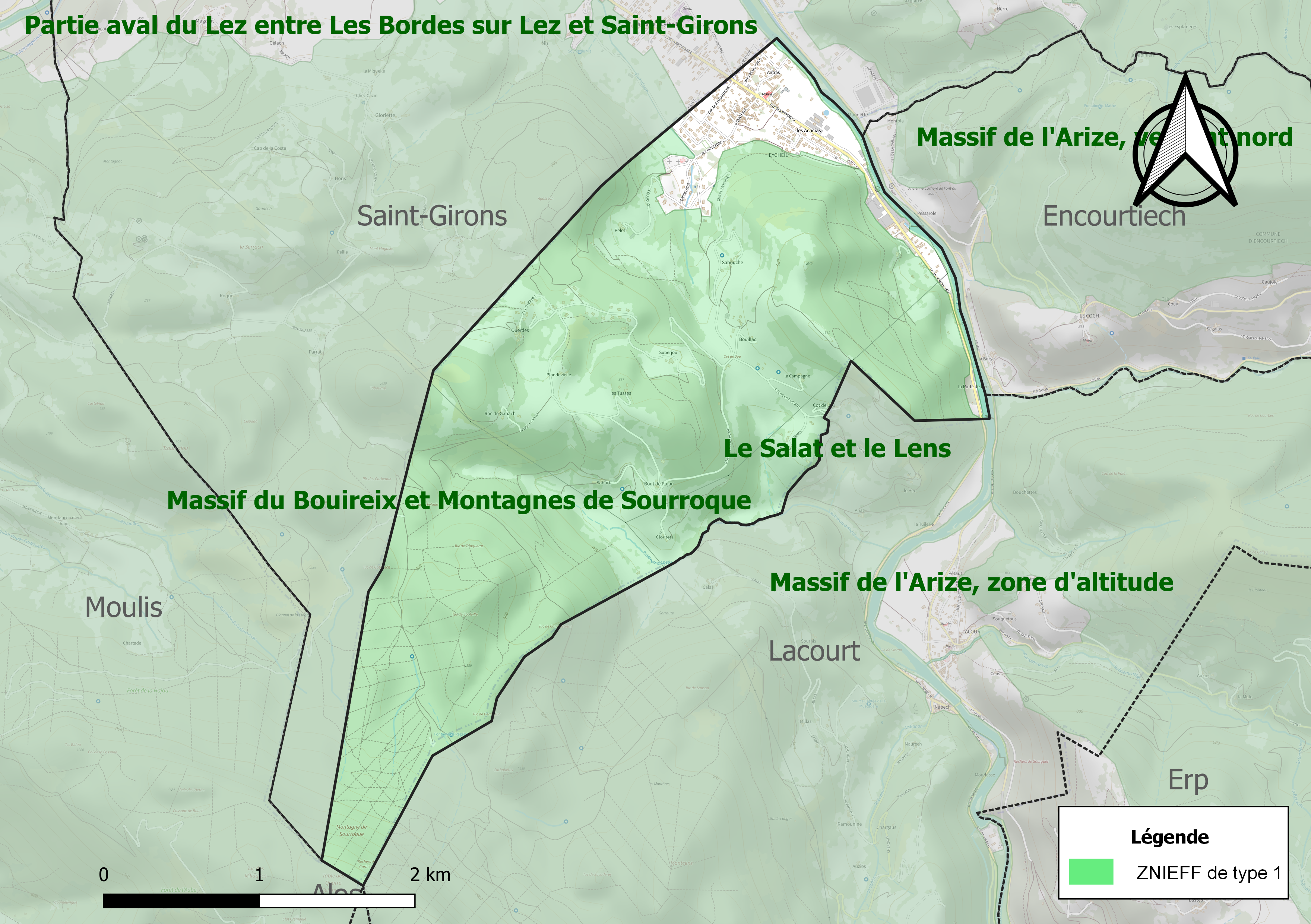
Carte des ZNIEFF de type 1 sur la commune.
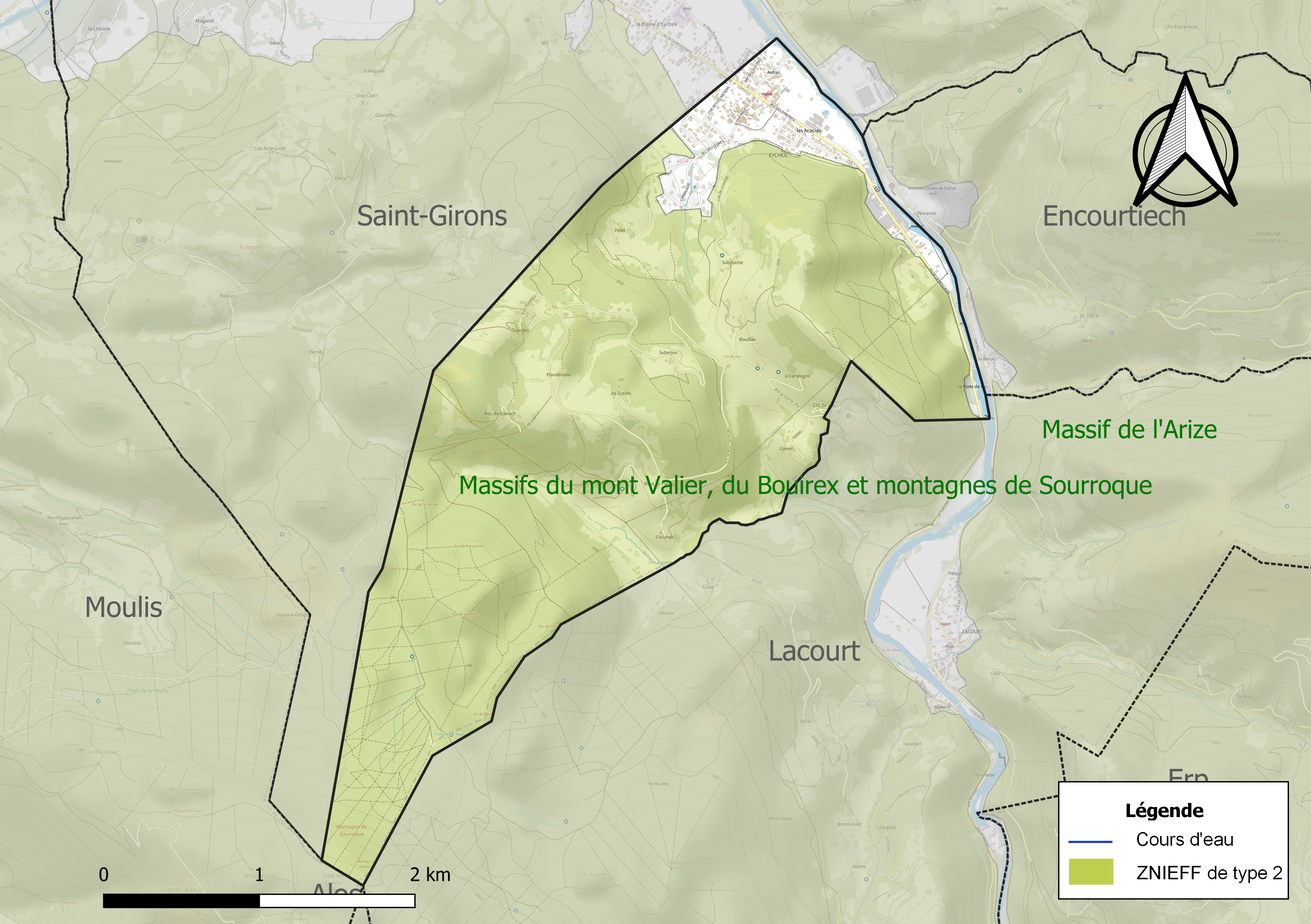
Carte de la ZNIEFF de type 2 sur la commune.

## Urbanisme

### Typologie
Au 1er janvier 2024, Eycheil est catégorisée petite ville, selon la nouvelle grille communale de densité à 7 niveaux définie par l'Insee en 2022.
Elle appartient à l'unité urbaine de Saint-Girons, une agglomération intra-départementale dont elle est une commune de la banlieue,. Par ailleurs la commune fait partie de l'aire d'attraction de Saint-Girons, dont elle est une commune du pôle principal,. Cette aire, qui regroupe 70 communes, est catégorisée dans les aires de moins de 50 000 habitants,.

### Occupation des sols

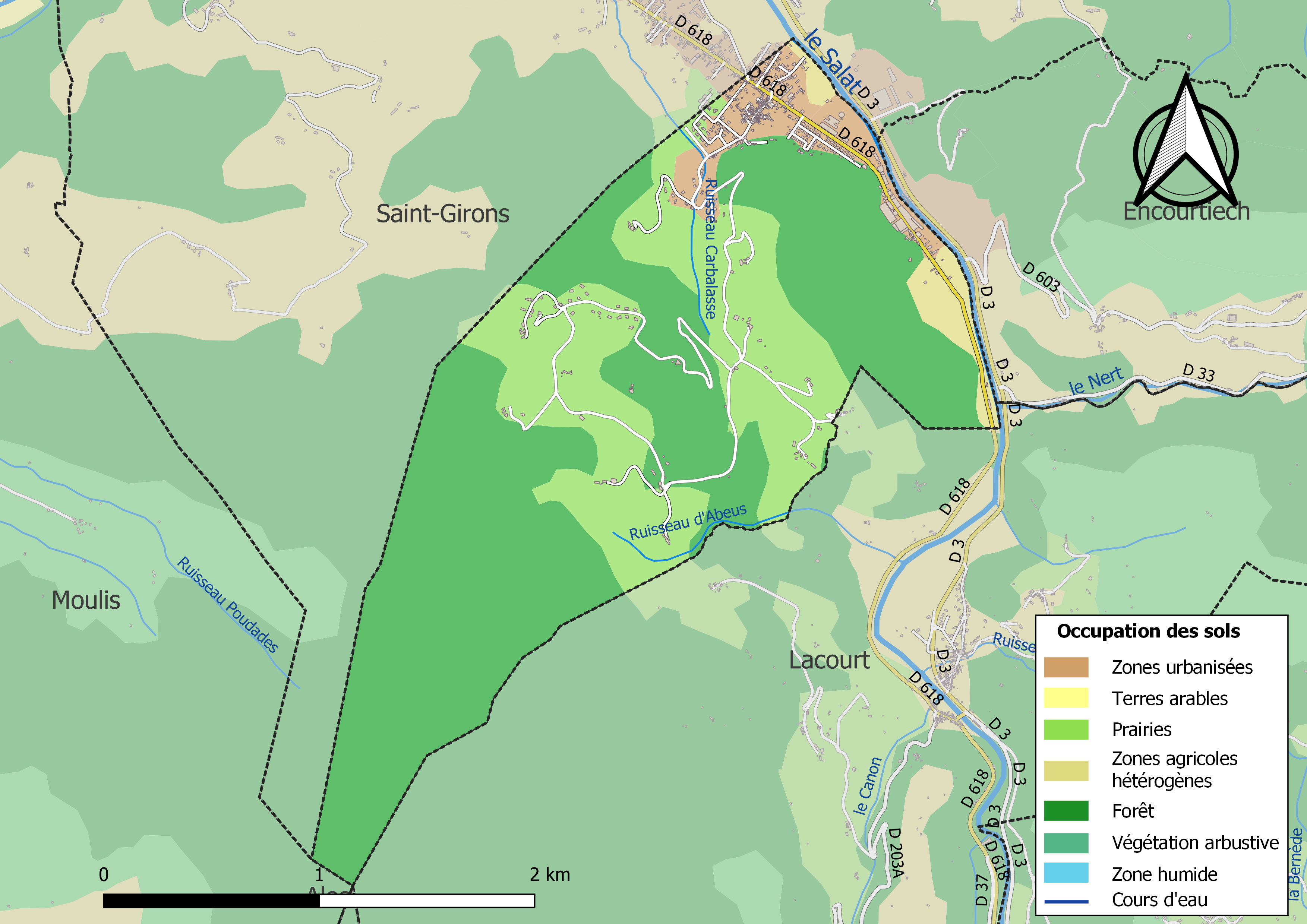
Carte des infrastructures et de l'occupation des sols de la commune en 2018 (CLC).

L'occupation des sols de la commune, telle qu'elle ressort de la base de données européenne d’occupation biophysique des sols Corine Land Cover (CLC), est marquée par l'importance des forêts et milieux semi-naturels (61 % en 2018), une proportion sensiblement équivalente à celle de 1990 (61,4 %). La répartition détaillée en 2018 est la suivante : 
forêts (61 %), prairies (28,9 %), zones urbanisées (4,8 %), zones agricoles hétérogènes (3,2 %), zones industrielles ou commerciales et réseaux de communication (2,1 %). L'évolution de l’occupation des sols de la commune et de ses infrastructures peut être observée sur les différentes représentations cartographiques du territoire : la carte de Cassini (XVIIIe siècle), la carte d'état-major (1820-1866) et les cartes ou photos aériennes de l'IGN pour la période actuelle (1950 à aujourd'hui).

### Habitat et logement
En 2018, le nombre total de logements dans la commune était de 314, alors qu'il était de 308 en 2013 et de 283 en 2008.
Parmi ces logements, 80,8 % étaient des résidences principales, 12,2 % des résidences secondaires et 7 % des logements vacants. Ces logements étaient pour 97,4 % d'entre eux des maisons individuelles et pour 2,6 % des appartements.
Le tableau ci-dessous présente la typologie des logements à Eycheil en 2018 en comparaison avec celle de l'Ariège et de la France entière. Une caractéristique marquante du parc de logements est ainsi une proportion de résidences secondaires et logements occasionnels (12,2 %) inférieure à celle du département (24,6 %) mais supérieure à celle de la France entière (9,7 %). Concernant le statut d'occupation de ces logements, 77,1 % des habitants de la commune sont propriétaires de leur logement (79 % en 2013), contre 66,3 % pour l'Ariège et 57,5 % pour la France entière.
| Typologie                                               | Eycheil | Ariège | France entière |
| ------------------------------------------------------- | ------- | ------ | -------------- |
| Résidences principales (en %)                           | 80,8    | 65,7   | 82,1           |
| Résidences secondaires et logements occasionnels (en %) | 12,2    | 24,6   | 9,7            |
| Logements vacants (en %)                                | 7       | 9,7    | 8,2            |

### Voies de communication et transports
Accès avec la route départementale D 618 (ex-route nationale 618).

### Risques majeurs
Le territoire de la commune d'Eycheil est vulnérable à différents aléas naturels : inondations, climatiques (grand froid ou canicule), feux de forêts, mouvements de terrains et séisme (sismicité modérée). Il est également exposé à un risque technologique,  le transport de matières dangereuses,.

#### Risques naturels

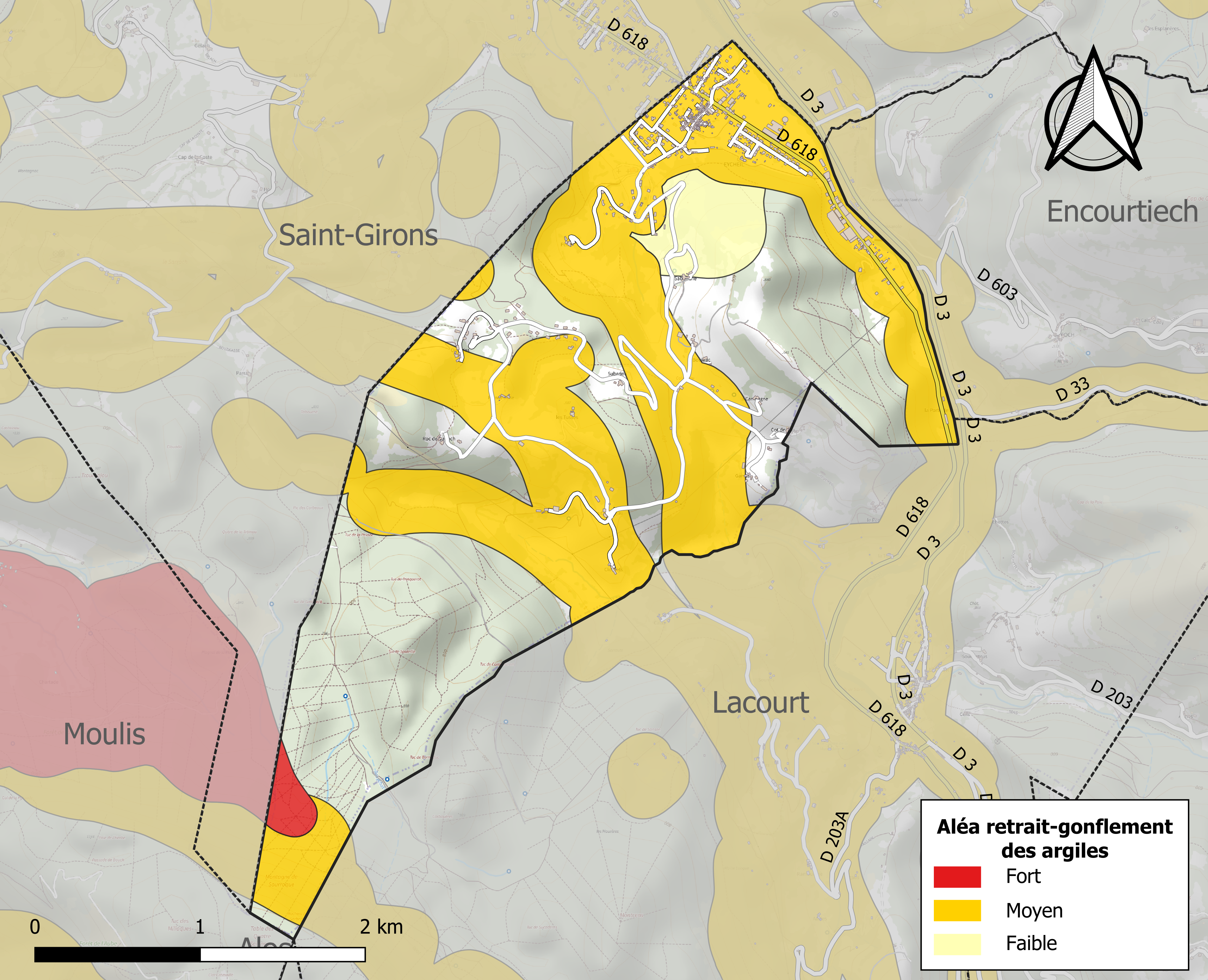
Zonage de l'aléa retrait-gonflement des argiles sur la commune d'Eycheil.

Certaines parties du territoire communal sont susceptibles d’être affectées par le risque d’inondation par débordement, crue torrentielle d'un cours d'eau, le Salat, ou ruissellement d'un versant. L’épisode de crue le plus marquant dans le département reste sans doute celui de 1875. Parmi les inondations marquantes plus récentes concernant le Salat figurent les crues de 1937 (un mort à Salau), de 1992 et de 1993.
Les mouvements de terrains susceptibles de se produire sur la commune sont soit des chutes de blocs, soit des glissements de terrains, soit des effondrements liés à des cavités souterraines, soit des mouvements liés au retrait-gonflement des argiles. Près de 50 % de la superficie du département est concernée par l'aléa retrait-gonflement des argiles, dont la commune d'Eycheil. L'inventaire national des cavités souterraines permet par ailleurs de localiser celles situées sur la commune.
Ces risques naturels sont pris en compte dans l'aménagement du territoire de la commune par le biais d'un plan de prévention des risques (PPR) inondation et mouvement de terrain approuvé le 12 mai 2005.

#### Risques technologiques
Le risque de transport de matières dangereuses par une infrastructure routière ou ferroviaire ou par une canalisation de transport de gaz concerne la commune. Un accident se produisant sur une telle infrastructure est en effet susceptible d’avoir des effets graves au bâti ou aux personnes jusqu’à 350 m, selon la nature du matériau transporté. Des dispositions d’urbanisme peuvent être préconisées en conséquence.

## Politique et administration

### Découpage territorial
La commune d'Eycheil est membre de la communauté de communes Couserans-Pyrénées, un établissement public de coopération intercommunale (EPCI) à fiscalité propre créé le 18 novembre 2016 dont le siège est à Saint-Lizier. Ce dernier est par ailleurs membre d'autres groupements intercommunaux.
Sur le plan administratif, elle est rattachée à l'arrondissement de Saint-Girons, au département de l'Ariège, en tant que circonscription administrative de l'État, et à la région Occitanie.
Sur le plan électoral, elle dépend du canton du Couserans Ouest pour l'élection des conseillers départementaux, depuis le redécoupage cantonal de 2014 entré en vigueur en 2015, et de la deuxième circonscription de l'Ariège  pour les élections législatives, depuis le redécoupage électoral de 1986.

### Administration municipale
Le nombre d'habitants au recensement de 2011 étant compris entre 500 et 1 499 habitants, le nombre de membres du conseil municipal pour l'élection de 2014 est de quinze,.

### Liste des maires
| Période                                  | Période  | Identité          | Étiquette | Qualité                                                              |
| ---------------------------------------- | -------- | ----------------- | --------- | -------------------------------------------------------------------- |
|                                          |          | Pierre Bardou     |           |                                                                      |
| mars 2001                                | 2008     | Jean Perreu       |           |                                                                      |
| mars 2008                                | 2020     | Jean-Noël Vigneau |           | Professeur Président de la Communauté de communes Couserans-Pyrénées |
| 2020                                     | En cours | Eric Desbiaux     |           |                                                                      |
| Les données manquantes sont à compléter. |          |                   |           |                                                                      |

## Population et société

### Démographie
- L'évolution du nombre d'habitants est connue à travers les recensements de la population effectués dans la commune depuis 1793. Pour les communes de moins de 10 000 habitants, une enquête de recensement portant sur toute la population est réalisée tous les cinq ans, les populations de référence des années intermédiaires étant quant à elles estimées par interpolation ou extrapolation[50]. Pour la commune, le premier recensement exhaustif entrant dans le cadre du nouveau dispositif a été réalisé en 2006[51].

En 2022, la commune comptait 530 habitants, en évolution de −4,5 % par rapport à 2016 (Ariège : +1,48 %, France hors Mayotte : +2,11 %).
| 1793 | 1800 | 1806 | 1821 | 1831 | 1836 | 1841 | 1846 | 1851 |
| ---- | ---- | ---- | ---- | ---- | ---- | ---- | ---- | ---- |
| 350  | 290  | 311  | 343  | 390  | 437  | 432  | 458  | 492  |

| 1856 | 1861 | 1866 | 1872 | 1876 | 1881 | 1886 | 1891 | 1896 |
| ---- | ---- | ---- | ---- | ---- | ---- | ---- | ---- | ---- |
| 399  | 395  | 442  | 447  | 491  | 536  | 513  | 515  | 505  |

| 1901 | 1906 | 1911 | 1921 | 1926 | 1931 | 1936 | 1946 | 1954 |
| ---- | ---- | ---- | ---- | ---- | ---- | ---- | ---- | ---- |
| 502  | 504  | 531  | 504  | 502  | 505  | 501  | 506  | 501  |

| 1962 | 1968 | 1975 | 1982 | 1990 | 1999 | 2006 | 2011 | 2016 |
| ---- | ---- | ---- | ---- | ---- | ---- | ---- | ---- | ---- |
| 529  | 604  | 601  | 554  | 543  | 500  | 520  | 569  | 555  |

| 2021 | 2022 | - | - | - | - | - | - | - |
| ---- | ---- | - | - | - | - | - | - | - |
| 535  | 530  | - | - | - | - | - | - | - |

| selon la population municipale des années : | 1968 | 1975 | 1982 | 1990 | 1999 | 2006 | 2009 | 2013 |
| Rang de la commune dans le département      | 42   | 41   | 42   | 50   | 58   | 61   | 65   | 57   |
| Nombre de communes du département           | 340  | 328  | 330  | 332  | 332  | 332  | 332  | 332  |

### Enseignement
Eycheil fait partie de l'académie de Toulouse et dispose d'une école primaire publique.

### Culture et festivités
Une grande salle des fêtes est située au centre.
Deux fêtes sont organisées chaque année par le comité des fêtes.

### Activités sportives
Pêche, 13e étape du Tour de France 2017, pétanque, randonnée pédestre,

### Écologie et recyclage
La déchetterie la plus proche se trouve à Saint-Girons au lieudit « Palétès ».

## Économie

### Revenus
En 2018, la commune compte 243 ménages fiscaux, regroupant 515 personnes. La médiane du revenu disponible par unité de consommation est de 20 740 € (19 820 € dans le département).

### Emploi
| Division       | 2008  | 2013   | 2018   |
| -------------- | ----- | ------ | ------ |
| Commune        | 6,5 % | 8 %    | 8,9 %  |
| Département    | 8,9 % | 11,1 % | 11,2 % |
| France entière | 8,3 % | 10 %   | 10 %   |

En 2018, la population âgée de 15 à 64 ans s'élève à 303 personnes, parmi lesquelles on compte 73,7 % d'actifs (64,9 % ayant un emploi et 8,9 % de chômeurs) et 26,3 % d'inactifs,. Depuis 2008, le taux de chômage communal (au sens du recensement) des 15-64 ans est inférieur à celui de la France et du département.
La commune fait partie du pôle principal de l'aire d'attraction de Saint-Girons,. Elle compte 248 emplois en 2018, contre 283 en 2013 et 339 en 2008. Le nombre d'actifs ayant un emploi résidant dans la commune est de 201, soit un indicateur de concentration d'emploi de 123 % et un taux d'activité parmi les 15 ans ou plus de 49,1 %.
Sur ces 201 actifs de 15 ans ou plus ayant un emploi, 48 travaillent dans la commune, soit 24 % des habitants. Pour se rendre au travail, 92,2 % des habitants utilisent un véhicule personnel ou de fonction à quatre roues, 1,5 % s'y rendent en deux-roues, à vélo ou à pied et 6,4 % n'ont pas besoin de transport (travail au domicile).

### Activités hors agriculture
28 établissements sont implantés  à Eycheil au 31 décembre 2019. Le tableau ci-dessous en détaille le nombre par secteur d'activité et compare les ratios avec ceux du département,.
Le secteur du commerce de gros et de détail, des transports, de l'hébergement et de la restauration est prépondérant sur la commune puisqu'il représente 35,7 % du nombre total d'établissements de la commune (10 sur les 28 entreprises implantées  à Eycheil), contre 27,5 % au niveau départemental.
Au lieu-dit la Moulasse, traversée par la RD 618, se trouve une importante papeterie spécialisée dans la production de papier à cigarette à base de fibre de chanvre et connue sous le nom de JOB, malgré une succession de propriétaires différents qui en modifient quelquefois l'appellation.
Le village bénéficie de la présence d'une boulangerie-pâtisserie et d'un café-restaurant avec point presse, rouvert en 2016 sous l'impulsion de la commune devenue propriétaire.

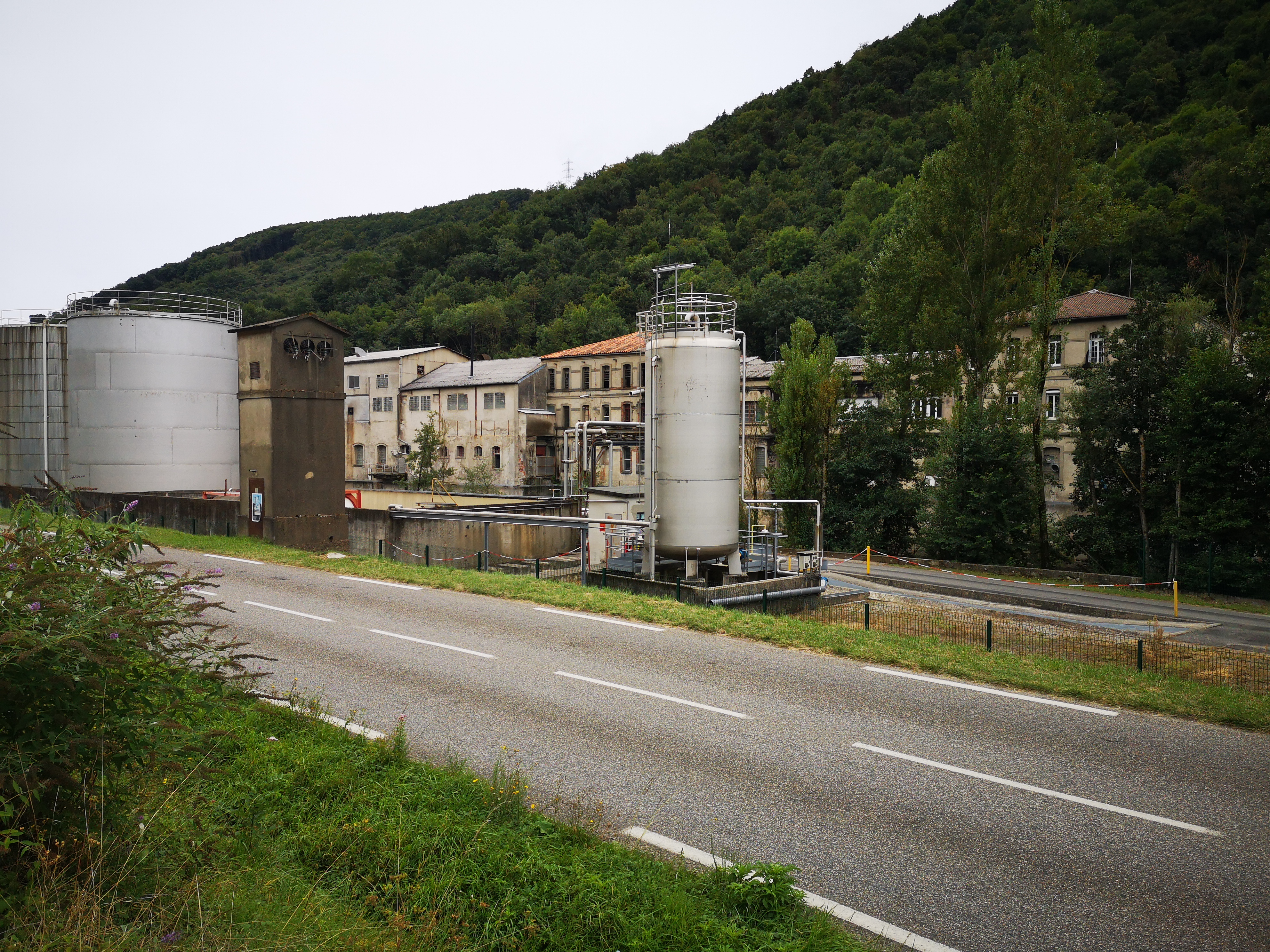
Papeterie de la Moulasse en 2019.
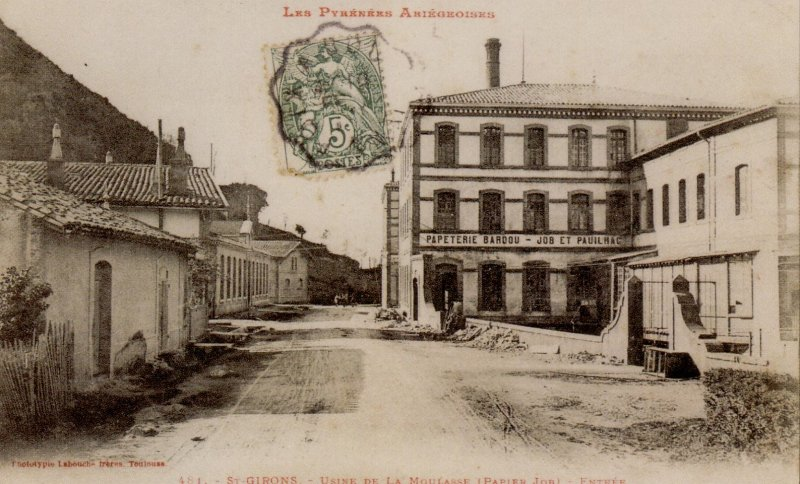
La papeterie en 1913.

### Agriculture
La commune fait partie de la petite région agricole dénommée « Région sous-pyrénéenne ». En 2010, l'orientation technico-économique de l'agriculture  sur la commune est l'élevage d'ovins et de caprins.
|                                   | 1988 | 2000 | 2010 |
| --------------------------------- | ---- | ---- | ---- |
| Exploitations                     | 14   | 11   | 13   |
| Superficie agricole utilisée (ha) | 171  | 263  | 266  |

Le nombre d'exploitations agricoles en activité et ayant leur siège dans la commune est passé de 14 lors du recensement agricole de 1988 à 11 en 2000 puis à 13 en 2010, soit une baisse de 7 % en 22 ans. Le même mouvement est observé à l'échelle du département qui a perdu pendant cette période 48 % de ses exploitations. La surface agricole utilisée sur la commune a quant à elle augmenté, passant de 171 ha en 1988 à 266 ha en 2010. Parallèlement la surface agricole utilisée moyenne par exploitation a augmenté, passant de 12 à 20 ha.

## Culture locale et patrimoine

### Lieux et monuments
- Papeterie de la Moulasse, construite en 1875 pour fabriquer le papier à cigarettes JOB.
- Église Saint-Jean-Baptiste de Eycheil ou chapelle Saint-Jean. La crypte date du XIIe siècle[62]. Elle se trouve au cimetière de Courmoroy, elle est inscrite à l'inventaire des monuments historiques en 1964[63].

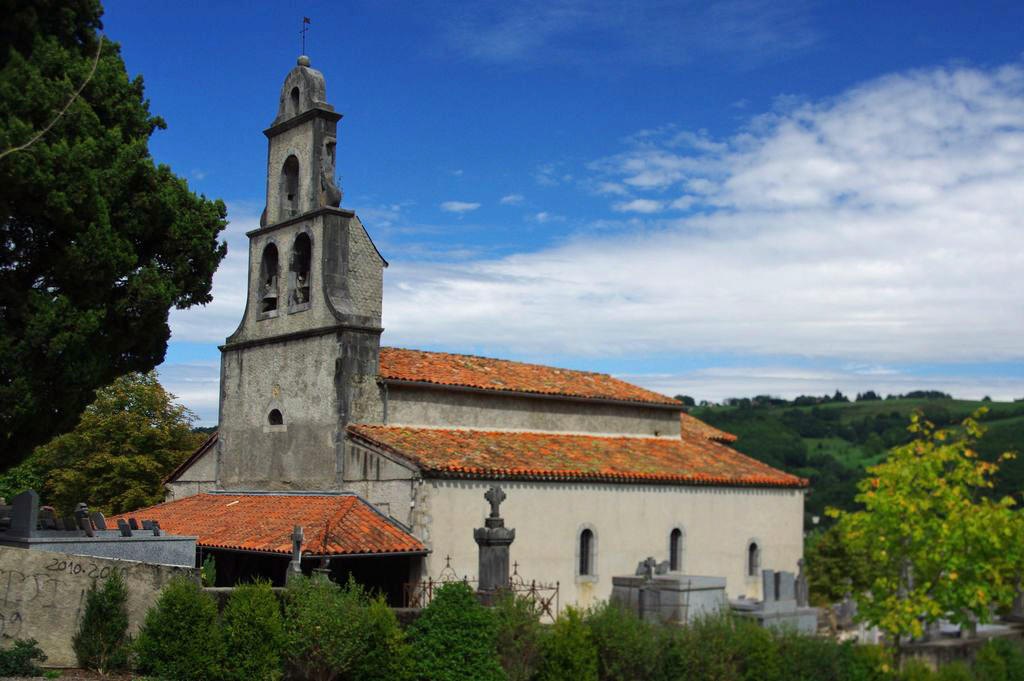
Le clocher-mur de la chapelle fait partie du groupe de constructions inspirées du baroque, élevées au 18e siècle dans cette partie de l'Ariège.
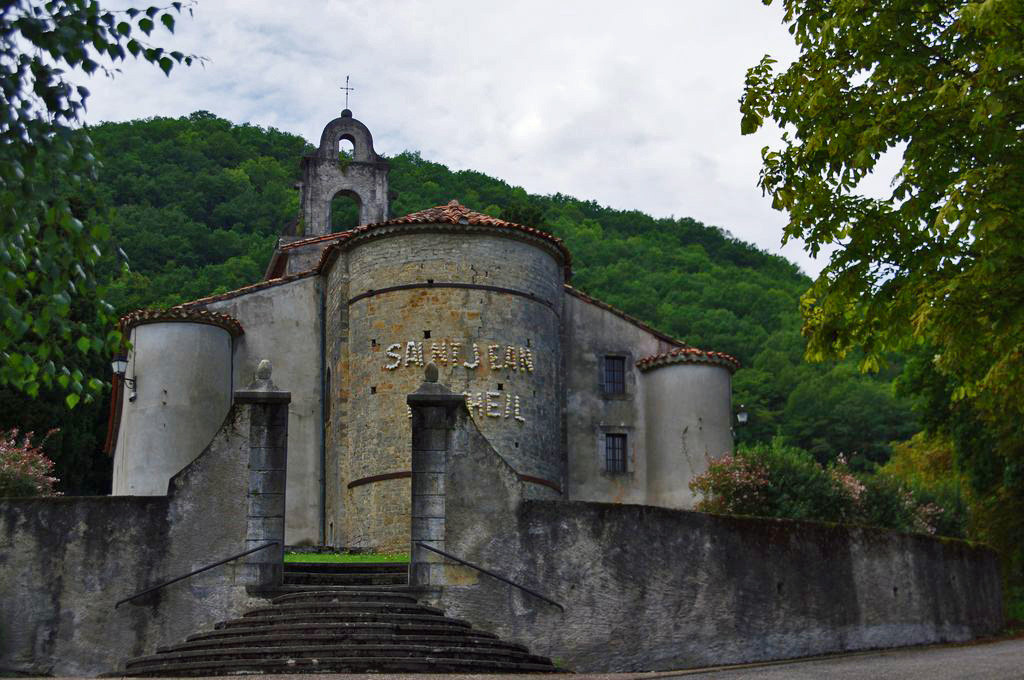
La chapelle est vue en venant du centre du village.
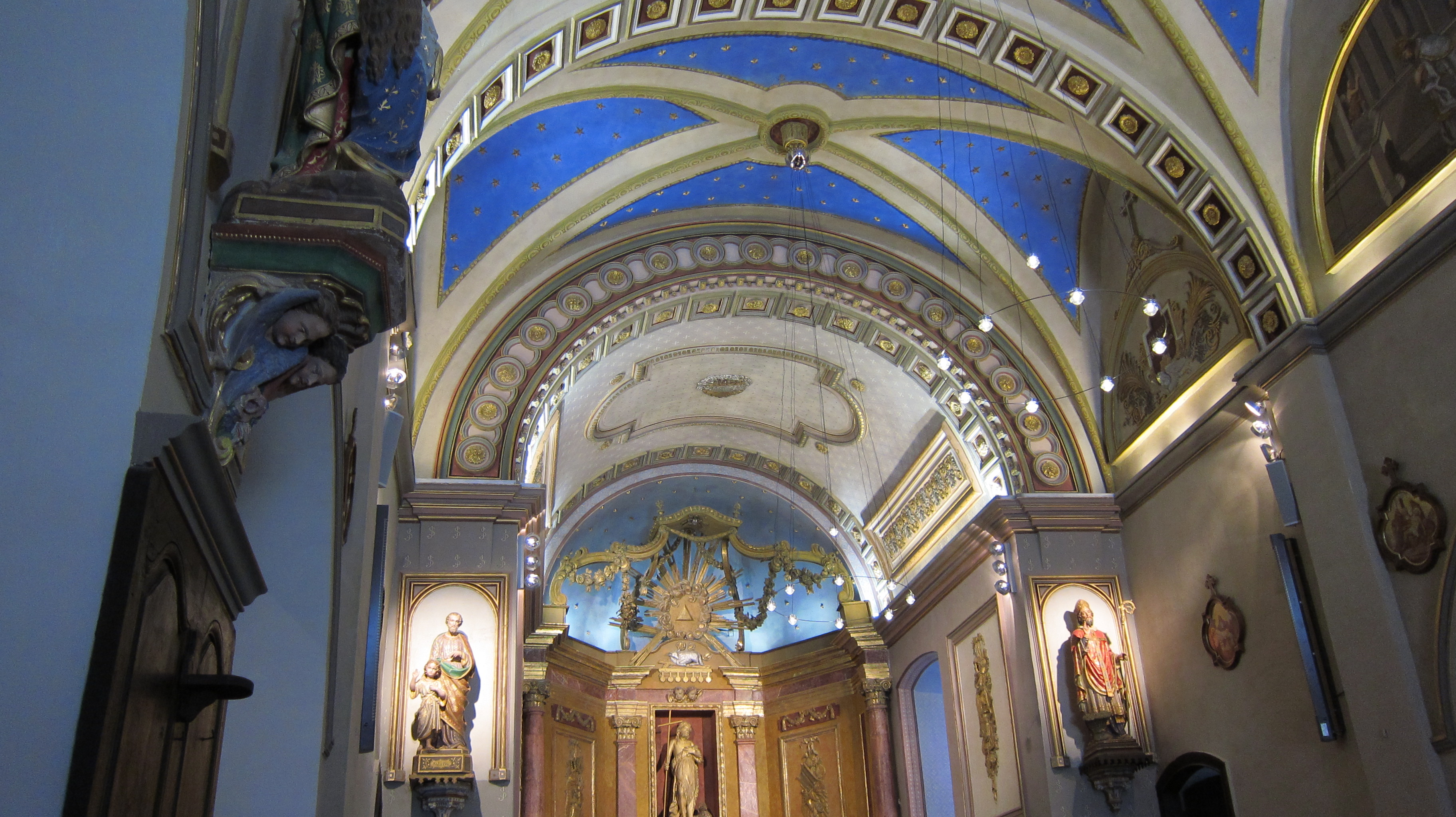
L'intérieur (XIXe siècle)
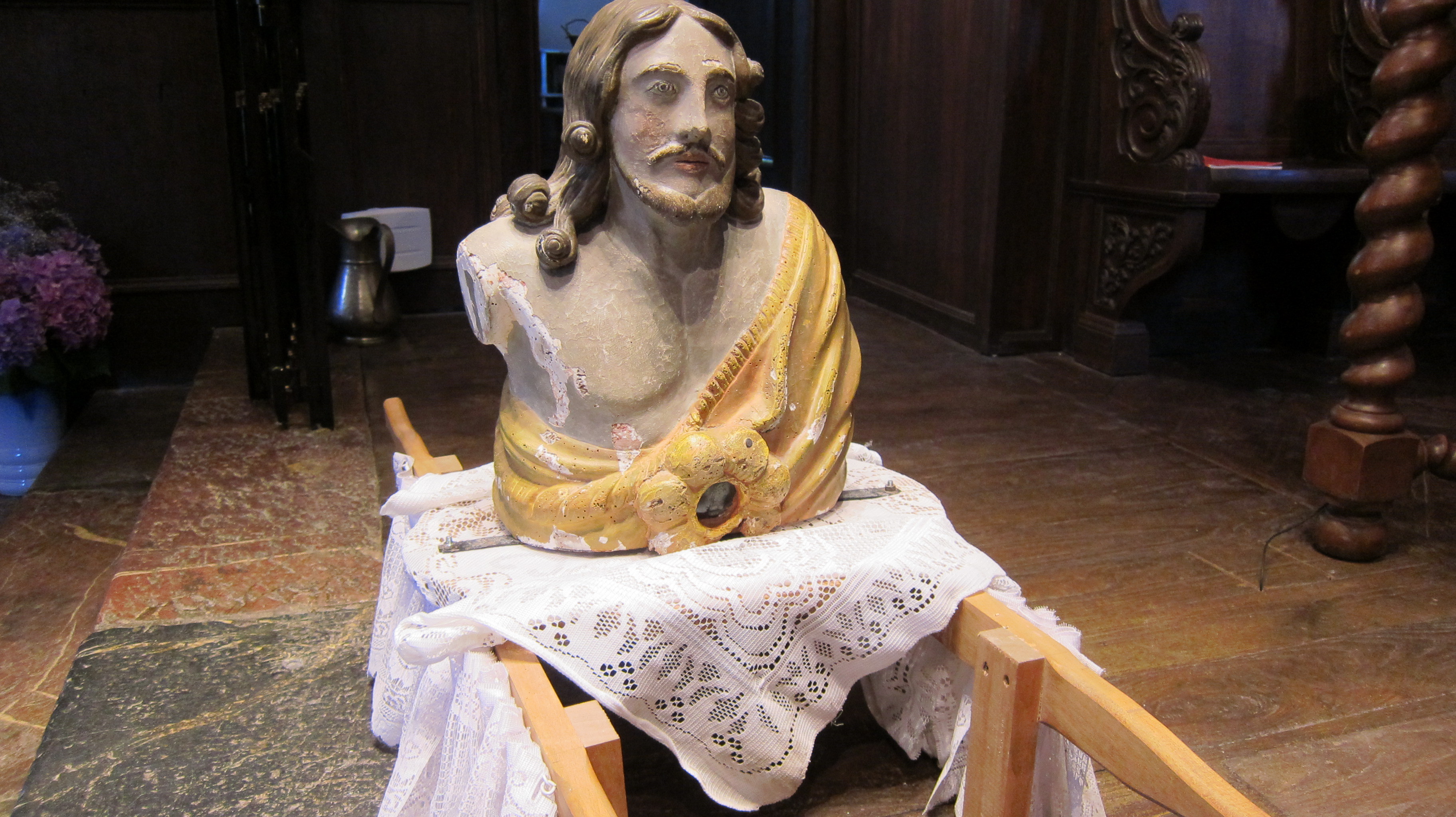
Buste de Saint Jean attendant la procession de la Saint-Jean dans l'église Saint-Jean-Baptiste.

### Personnalités liées à la commune
- Joseph Jougla (1847-1927), industriel pionnier de la photographie en couleur, fondateur des usines Lumière et Jougla de Joinville-le-Pont, chevalier de la Légion d’honneur, né à Eycheil.

## Pour approfondir